# Umeda Sky Building
Umeda Sky Building je osmnáctý nejvyšší mrakodrap ve městě Ósaka v Japonsku. Budovu tvoří dvě věže o výšce 173 m (40 pater), které jsou vzájemně propojené visutou částí se zahradou. Přístup do zahrady zajišťují eskalátory v šikmých skleněných tubusech, které vedou z nejvyššího patra věže.
Stavba byla dokončená v roce 1993. Projekt vytvořil již v roce 1988 japonský architekt Hiroshi Hara, ovšem v původním projektu navrhl stavbu čtyř věží. Z ekonomických důvodů byly nakonec postaveny jen dvě.
Budovy postavila Takenaka Corporation. Původně patřila firmě Toshiba respektive její dceřiné společnosti Toshiba Building Co., Ltd. V červenci 2008, Toshiba prodala většinový podíl společnosti Nomura Real Estate co. a ponechala si 35% podíl.